# Monica Sanesi Muri
Monica Sanesi Muri (* 1972) ist eine Schweizer Politikerin (GLP) und seit 2019 Zürcher Kantonsrätin.

## Politische Tätigkeit
Seit 2019 ist Sanesi Muri Kantonsratsmitglied im Kanton Zürich und in der Kommission für Wirtschaft und Abgaben engagiert. Sie setzt sich unter anderem für Biodiversität und gegen Lichtverschmutzung ein.
Seit 2017 wirkt sie im Vorstand der Grünliberalen Ortssektion Kreis 11 und 12 in der Stadt Zürich mit und ist nationale Delegierte. Im Jahr 2020 übernahm sie gemeinsam mit Daniel Rensch das Co-Präsidium dieser Ortssektion. Sie engagiert sich in verschiedenen anderen Gremien für die Umwelt und das Gemeinwohl, zum Beispiel im Quartierverein Affoltern.
Ihr Hintergrund als Schweizerin und Italienerin prägte sie und förderte ihr Interesse und Verständnis für verschiedene Kulturen. So präsidiert Sanesi Muri Second@s Zürich, eine überparteiliche Diskussionsplattform für migrationspolitische Themen sowie ein parteiübergreifender Arbeitskreis für migrationspolitische Vorstösse und Initiativen.

## Privatleben
Sanesi Muri studierte von 1998 bis 2004 an der ETH Zürich Umweltchemie und Mikrobiologie und erwarb 2023 das CAS an der Universität St. Gallen (HSG) in Wirtschaft und Politik. Sie arbeitete zuerst sechs Jahre beim Natur- und Tierpark Goldau, seit 2009 beim WWF Zürich.